# José Gálvez Foot Ball Club
El José Gálvez FBC es un club de fútbol de la ciudad peruana de Chimbote, en el departamento de Áncash. Fue fundado el 27 de octubre de 1951 y juega en la Copa Perú.
El club tiene como rival al Sport Áncash de Huaraz. A este encuentro se le conoce como el Clásico Ancashino.

## Historia

### Fundación
El José Gálvez Foot Ball Club fue fundado el 27 de octubre de 1951 como Club Deportivo Manuel Rivera, nombre de uno de los grandes deportistas de la ciudad de Chimbote que destacaba en el fútbol profesional y en la Selección Nacional.

### Era Amateur
Su primera junta directiva estuvo integrada por Manuel Araujo como Presidente, Juan Cribillero, vicepresidente: Isaac Lozano, secretario; Luis Carbajal, prosecretario; Felipe Mantilla, tesorero; Fidel Urdaniga, protesorero; Zoilo Acosta, fiscal; y como vocales Augusto Lozano, Víctor Torres y Germán Loyola, siendo el capitán del equipo Simón Sandoval
Transcurrido el tiempo, el 11 de noviembre de 1963, la FPF dispone que las instituciones no deberían llevar nombre de personas que se mantenían en vida, es así que en la fecha mencionada se cambia el nombre para llamarse en adelante José Gálvez FBC. Siendo su primera directiva las siguientes personas: Alejandro Rodríguez, Presidente; Arístides Gozzer; Vicepresidente; Enrique Gonzáles, Secretario; Eliseo Mochizacky, Subsecretario; Fiscal, Juan Cribillero; Delegado, Gonzalo Gutiérrez; Tesorero, Epifanio Rodríguez; Protesorero, Víctor Chávez; Vocales, Honorio Gozzer, Enrique Villón, Rogelio Moreno y Secretario de Cultura, Domingo Gozzer.

### Finalísima de Copa Perú 1971
José Gálvez FBC llega por primera vez a la finalísima de Copa Perú en el primer semestre del año 1971, tras ganar en partido de definición en el Estadio Lolo Fernández de Lima al Alfonso Ugarte de Chiclín con marcador de 1-0, con gol marcado por Alejandro Luces a los 43 minutos del segundo tiempo. En la liguilla final de la Copa Perú 1971 alcanzó el tercer lugar, logrando bajo la DT. de Juan Honores el ascenso a primera de ese mismo año 1971, debido a que se aumentó de 14 a 16 el número de equipos participantes en el Descentralizado.

### Debut en Primera Profesional
Son los siguientes jugadores que en ese año lograron llegar al fútbol profesional en 1971: A. Luces, G. Ostolaza, Hipólito Estrada, Herrera, Palomino, Ching, Luis Alva, Vilela, Ángeles, Cruzado, Del Solar, Rodríguez, Miguel Dietz, A. Ostolaza, Mantilla, Torrejón, Alfredo Gonzales, Machuca, Alva, Pacheco, Acosta, Cáceda, Palacios y Arias. 
En 1972 la directiva del José Gálvez, equipo que recién había ascendido a Primera División, decidió contratar a una serie de refuerzos para afrontar la temporada del año siguiente. Entre sus principales fichajes estuvo César Cueto, quien llegó a Chimbote en calidad de préstamo. 

### Primer descenso
Pese a las contrataciones y el entusiasmo del cuadro chimbotano, la campaña de 1973 fue decepcionante. José Gálvez quedó en el penúltimo lugar tras 34 jornadas disputadas. En el campeonato de aquel año, solo obtuvieron siete victorias, además de 11 empates y 16 derrotas. En 1973, con la estatización de la Pesca el club pierde el apoyo económico y desciende.

### Segunda Experimental y Campeonatos Regionales
Para 1983 es invitado a participar en Segunda División donde se organizó un torneo experimental; sin embargo este torneo no tuvo la acogida deseada ya que se quitó el ascenso a Primera División. Por este motivo, algunos equipos, incluido Gálvez, reclamaron y fueron invitados a participar en la Zona Norte de los Campeonatos Regionales por lo que los chimbotanos participaron en Primera División entre 1984 y 1985 cumpliendo actuaciones discretas, regresando a su liga en 1986.
Los chimbotanos lucharían por retornar, disputando la Copa Perú y alzanzando el subcampeonato de esta en los años 1994 y 1995.

### Nuevo retorno a Primera División y tercer descenso
En el año 1996 obtiene el título de la Copa Perú y logra su retorno a la Primera División. El José Gálvez participa en el fútbol profesional por segunda vez en su historia en el año de 1997, con tal mala fortuna que ese mismo año desciende de categoría. Al año siguiente participa en la Etapa Regional de la Copa Perú y al ser eliminado vuelve a su liga de origen, la Liga Distrital de Fútbol de Chimbote. En los años de 1999, 2000, 2001 y 2002, después de campeonar en los torneos distritales, provinciales y departamentales, es eliminado en la Etapa Departamental los dos primeros años y en la Etapa Regional los dos años siguientes.
En el mes de mayo del año 2003, asume la presidencia el Señor Arturo Torres Calderón Zarate, quien logra el importante apoyo económico de la Empresa Siderperu. En ese año el Equipo repite la campaña anterior y es eliminado en la Etapa Regional por la Universidad César Vallejo, quien después se corona Campeón de la Copa Perú 2003.
Al año siguiente, se logra armar un buen equipo con la ambición de lograr volver al Fútbol Profesional, pero todas las ilusiones generadas a lo largo de este Torneo tan difícil y complicado, se quedaron en los octavos de final cuando en un tercer partido jugado en el Estadio Miguel Grau del Callao cae derrotado ante el Sport Ancash, quien después se proclama Campeón de la Copa Perú 2004. El domingo 18 de diciembre del 2005 logra obtener por tercera vez la Copa Perú al derrotar en la final a Senati FBC.
Lamentablemente para sus intereses, el año 2006 fue muy irregular, por lo que quedó empatado en el penúltimo puesto de la tabla con el Sport Boys, debiendo definir con los rosados la permanencia en primera, en un partido extra que se disputó en el Estadio Alejandro Villanueva de Lima. En penales, el equipo chimbotano descendió de categoría.

### Tercera estadía en Primera División (2008-2010)
La directiva chimbotana nunca bajó los brazos y presentó un reclamo contra el Sport Ancash de Huaraz por la comprobada inscripción irregular en el torneo de dos de sus jugadores. Este reclamo fue resuelto a favor del cuadro de la franja en marzo de 2007, ordenando su retorno a primera y el descenso de Sport Ancash, sin embargo una polémica amnistía otorgada por el presidente de la Federación Peruana de Fútbol al club ancashino determinó que retornara en el 2008.
Jugó un buen campeonato en el 2008 y en el 2009 tuvo un regular desempeño, pero en el 2010 el equipo tuvo una mala campaña y descendió. Empezando el 2011, los dirigentes contrataron jugadores de experiencia como Alex Magallanes, Erick Torres, Ricardo Ronceros, entre otros; y como director técnico a Rafo Castillo.

### Retorno a Primera División (2012-2013)
Gálvez, junto a Sport Ancash dominaron el campeonato de Segunda División de inicio a fin. Luego de derrotar al Atlético Minero en Matucana, ascendió a la primera profesional el 12 de noviembre de 2011, siendo así junto a Juan Aurich, FBC Melgar y Unión Huaral uno de los pocos equipos provincianos en campeonar un torneo oficial nacional. Ese año no solo fue importante para los chimbotanos por el título obtenido, sino que paralelamente jugaron el Torneo Intermedio, el cual campeonaron tras golear a su rival ancashino por 6-2.

### Regreso a la liga
En el Campeonato Descentralizado 2013 perdió la categoría en la penúltima fecha tras caer 4-1 ante Juan Aurich y regresó a Segunda División. Al año siguiente sumó un nuevo descenso al terminar en penúltimo lugar de la Segunda División 2014 luego de perder 1-0 ante Carlos A. Mannucci y retornó a la Copa Perú.

### Retorno a la Copa Perú
En la Copa Perú 2019 llegó hasta la Etapa Nacional pero fue eliminado en la primera fase luego de terminar en el puesto 45 de la tabla general. En 2023 no participó en la Liga de Chimbote debido a deudas con SAFAP y FPF por lo que descendió a la Segunda distrital.
En la segunda distrital de Chimbote temporada 2024 el club logró el primer puesto del torneo luego de vencer  3-0 a Deportivo 15 de  Abril y obtuvo el retorno a la Primera distrital de Chimbote. Al año siguiente llegó hasta la Etapa Departamental donde fue eliminado en cuartos de final por Raymondi de Sihuas.

## Uniforme
- Uniforme titular: Camiseta blanca con franja roja, pantalón negro, medias negras.
- Uniforme alternativo: Camiseta roja, pantalón rojo, medias rojas.
- Tercer Uniforme: Camiseta negra, pantalón blanco, medias blancas.

### Indumentaria y patrocinador
| Periodo           | Proveedor |
| ----------------- | --------- |
| 2006              | Walon     |
| 2008-2009         | Loma's    |
| 2010              | Real      |
| 2011              | Loma's    |
| 2012 - 2015       | Real      |
| 2016              | Palant    |
| 2017 - Actualidad | Golstar   |

| Periodo           | Patrocinador              |
| ----------------- | ------------------------- |
| 2006              | Cerveza Cristal           |
| 2008 - Actualidad | SiderPerú                 |
| 2009 y 2011       | Universidad Alas Peruanas |
| 2012              | MegaPlaza                 |
| 2013              | New Athletic              |
| 2017              | MegaPlaza                 |

## Evolución Uniforme (club histórico)

#### Club Manuel Rivera 1951-1962
| Titular 1 | Titular 2 | Titular 3 |  |

#### José Gálvez F.B.C. Titular 1963-2002
| Titular 1 | Titular 2 | Titular 3 | Titular 4 | Titular 5 | Titular 6 | Titular 7 |  |

#### José Gálvez, Titular 2005-2011
| Titular 1 | Titular 2 | Titular 3 | Titular 4 | Titular 5 | Titular 6 | Titular 7 |  |

#### José Gálvez F.B.C. Titular 2012-2022
| Titular 1 | Titular 2 | Titular 3 | Titular 4 | Titular 5 | Titular 6 | Titular 7 | Titular 8 |  |

#### José Gálvez F.B.C. Alterno 1963-2003
| Alterno 1 | Alterno 2 | Alterno 3 | Alterno 4 | Alterno 5 | Alterno 6 | Alterno 7 |  |

#### José Gálvez, Alterno 2005-2022
| Alterno 1 | Alterno 2 | Alterno 3 | Alterno 4 | Alterno 5 | Alterno 6 | Alterno 7 | Alterno 8 |  |

## Estadio
Ubicado en la ciudad de Chimbote, departamento de Ancash. Tiene una capacidad de 25.000 espectadores. Sus tribunas en la parte de Occidente cuenta con palcos suites y butacas especiales. Tiene también grass artificial y un tablero electrónico de nueva generación.
Su inauguración fue el 30 de junio de 2007. Este es el recinto que los chimbotanos usan actualmente.
Ubicado en la ciudad de Chimbote, departamento de Ancash. Posee una capacidad para 15.000 espectadores. Funciona como lugar de entrenamiento y estadio alterno para enfrentar a equipos con poca convocatoria de público.

## Rivalidades

### Clásico Ancashino
Tiene una rivalidad con el Sport Ancash con quien disputa el Clásico del Fútbol Ancashino, dado que ambos clubes pertenecen al departamento de Ancash. Estos equipos se han enfrentado en muchas oportunidades por el campeonato departamental, donde desde 1981 al 2005 el Sport Áncash fue campeón en siete oportunidades, mientras que el Gálvez fue campeón en ocho.
A partir del 2004 se modificó el campeonato de Copa Perú, lo cual permitió que dos equipos por departamento clasifiquen a la Etapa Regional (hasta entonces sólo un equipo por departamento pasaba a la Etapa Regional). Es a partir dicho año que ambos equipos se enfrentaron en instancias superiores del fútbol peruano. Desde ese año, se han enfrentado en 4 partidos en la Etapa Nacional de la Copa Perú, 12 partidos en Primera División y 2 en Segunda División.

### Clásico Chimbotano
El club José Gálvez Foot Ball Club mantuvo una fuerte rivalidad de años con el Deportivo Sider Perú y el Club Ovación Miraflores. Durante la etapa en el fútbol profesional, una breve rivalidad con el Depotivo Sipesa que años después cambió de nombre a Depotivo Pesquero.

## Datos del club
- Puesto histórico: 28.º
- Temporadas en Primera División:  12 (1971-1973, 1984-1985, 1997, 2006, 2008-2010, 2012-2013)
- Temporadas en Segunda División:  3 (1983, 2011, 2014).
- Mayor goleada conseguida:
  - En campeonatos nacionales de local: José Gálvez 5:0 Sport Boys (14 de septiembre de 2008)[8]
  - En campeonatos nacionales de visita: Universidad San Martín 0:3 José Gálvez (25 de marzo de 2006) — Unión Comercio 0:3 José Gálvez (19 de julio de 2012)[9]
- Mayor goleada recibida:
  - En campeonatos nacionales de local: José Gálvez 2:6 Colegio Nacional de Iquitos (28 de noviembre de 2010)[10] / José Gálvez 2:6 León de Huánuco (13 de abril del 2013).
  - En campeonatos nacionales de visita: Sporting Cristal 6:0 José Gálvez (6 de abril de 1997) — Inti Gas 6:0 José Gálvez (13 de noviembre de 2010)[11]
- Mejor puesto en 1.ª División: 4.º (1972)
- Peor puesto en 1.ª División: 16.º en (2013)
- Mejor puesto en 2.ª División: 1° (2011)
- Peor puesto en 2.ª División: 15° (2014)
- Máximo goleador: Claudio Velázquez (27 goles)

## Entrenadores
| Nombre             | Año       |
| ------------------ | --------- |
| Luis Alva          | 1966-1971 |
| Alfonso Huapaya    | 1971      |
| Juan Honores       | 1971      |
| Diego Agurto       | 1973      |
| Eloy Campos        | 1978      |
| Moisés Barack      | 1994      |
| Moisés Barack      | 1996-1997 |
| Luis Reyna Navarro | 1997      |
| Rufino Bernales    | 1997      |
| Rufino Bernales    | 2004      |
| José Ramírez Cubas | 2005      |
| José Basualdo      | 2006      |
| Teddy Cardama      | 2006      |
| Rafael Castillo    | 2008-2009 |
| Víctor Genes       | 2009      |

| Nombre                | Año         |
| --------------------- | ----------- |
| Mario Flores          | 2010        |
| Julio César Uribe     | 2010        |
| Rafael Castillo       | 2011        |
| Wilmar Valencia       | 2012        |
| Javier Arce           | 2012        |
| Nolberto Solano       | 2013        |
| Julio Zamora          | 2013        |
| Benjamin Navarro      | 2014        |
| Juan Chumpitaz        | 2015        |
| José Falconí          | 2016        |
| Roberto Arrelucea     | 2017        |
| Jesús Álvarez Hurtado | 2018        |
| Edwin Herrera         | 2019        |
| Favio Campana         | 2019 - 2025 |

## Plantel Cuarto Puesto 1972

#### Campeonato Descentralizado 1972
| Alineación probable: - Ottorino Sartor - Demetrio Mazzo - Roberto Elías - Augusto Prado - Freddy Elie - Marcos Portilla - Mariano Loo - Luis Palomino - Roberto Agüero - Félix Rubianes - César Cueto - DT: Miguel Ortega |  | Sartor Mazzo Elías Prado Elie Portilla Loo Palomino Agüero Rubianes Cueto |
| |  |                                                                           |
| Sartor Mazzo Elías Prado Elie Portilla Loo Palomino Agüero Rubianes Cueto |  |                                                                           |

Plantel completo:
Arqueros: Rodolfo Bazán,Ottorino Sartor, Sebastián Mantilla. Defensas: Luis La Fuente, Enrique Castrillón, Roberto Elías, Augusto Prado, Demetrio Mazzo, Freddy Elie, José Arias, Arturo Acosta, Jesús Rodríguez. Mediocampistas: Hipolito Estrada, Reynaldo Barquero, César Cueto, Roberto Agüero, Joaquín Vera Tudela, Victor Espinoza, Germán Astupuma, Douglas Santa María. Delanteros: Félix Rubianes,Jaime Mosquera, Marcos Portilla, Mariano Loo, Alfredo González, Alfredo Larios, Luis Palomino, Wilfredo Palacios.

## Palmarés

### Torneos nacionales (4)
| Competición nacional            | Títulos     | Subcampeonatos |
| ------------------------------- | ----------- | -------------- |
| Supercopa del Perú (1/0)        | 2012.       |                |
| Copa Del Inca (1/0)             | 2011.       |                |
| Segunda División del Perú (1/0) | 2011.       |                |
| Copa Perú (2/0)                 | 1996, 2005. |                |

### Torneos regionales (48)
| Competición regional                           | Títulos                                                                                                  | Subtítulos              |
| ---------------------------------------------- | --- | ----------------------- |
| Torneo Regional (1/0)                          | 1972 |                         |
| Etapa Regional - Región Norte B, III, II (3/4) | 1971, 1994, 1996.                                                                                        | 2001, 2002, 2004, 2005. |
| Liga Departamental de Áncash (16/3)            | 1967, 1969, 1970, 1975, 1977, 1979, 1980, 1993, 1995, 1996, 2001, 2002, 2003, 2005, 2017, 2019. (Récord) | 1999, 2000, 2004.       |
| Liga Provincial de Santa (12/1)                | 1975, 1976, 1977, 1979, 1993, 1999, 2000, 2001, 2002, 2003, 2005, 2017.                                  | 2019.                   |
| Liga Distrital de Chimbote (15/4)              | 1964, 1965, 1967, 1968, 1969, 1970, 1971, 1975, 1976, 1977, 1979, 1993, 2002, 2004, 2019. (Récord)       | 2016, 2017, 2022, 2025. |
| Segunda División Distrital de Chimbote (1/0)   | 2024. |                         |

## Filiales

### Club José Gálvez FBC Máster y Senior
Es un filial oficial del club, conformado por los exjugadores retirados del club. Participa en campeonatos internos de fútbol, fútbol 7 y fulbito. Sin embargo, también participa en torneos de fútbol master de Chimbote y de la provincia de Santa.

#### Uniforme
| Titular 1 | Titular 2 | Titular 3 | Titular 4 | Titular 5 | Alterno 1 | Alterno 2 | Alterno 3 | Alterno 4 |  |

### División de Menores
Se dedica a la formación de canteras oficiales de la institución, en diferentes categorías. Fundada en el 2014 y reestructurada entre los años 2023 y 2024. A su vez, participa en campeonatos de categorías de menores del distrito, de la Provincia de Santa u otros organizado por otros clubes e instituciones deportivas. Tenemos por ejemplo: Copa Federación-Creciendo con el fútbol, organizado por la FPF.

#### Uniforme
| Titular 1 | Titular 2 | Titular 3 | Titular 4 | Alterno 1 | Alterno 2 | Alterno 3 | Alterno 4 |  |

### Academia José Gálvez
La Academia Deportiva José Gálvez, o simplemente Academia José Gálvez, es el club filial y administrado por el Gálvez. Se fundó a partir 2015, mismo año donde fue campeón  de la Segunda Distrital de Chimbote. Desde el 2016 a la fecha, continúa compitiendo en la Primera División Distrital de Chimbote. Para el año 2017 , logra ocupar el tercer puesto de la Serie A de la liga. En el torneo 2018 , el club ocupa la cuarta posición de la Serie B. En el torneo 2019 , el club ocupa la segunda posición posición de la Serie B, detrás del club Sport Bunker , permitiéndose ingresar al cuadrangular final de la Liga Distrital de Chimbote de los cuales los dos primeros clasifican a la  Etapa Provincial de la Copa Perú , con los demás clubes Unión Juventud , José Gálvez FBC y el mismo Sport Bunker. A la Academia José Gálvez, no le fue bien, pues quedó último. La mayoría de sus jugadores, están conformado por las canteras del José Gálvez, para brindar competitividad en la liga y en las demás etapas de la Copa Perú.
La Academia Deportiva José Gálvez, sigue compitiendo a la fecha, en la primera división distrital de Chimbote. A su vez, viene trabajando en sus en la formación de sus categorías inferiores.

#### Indumentaria Academia Deportiva José Gálvez 2015 al 2019
| Titular 1 | Titular 2 | Titular 3 | Titular 4 | Titular 5 | Titular 6 | Titular 7 | Titular 8 |  |

#### Indumentaria Academia Deportiva José Gálvez 2022 al presente
| Titular 1 | Titular 2 | Titular 3 | Titular 4 | Titular 5 | Titular 6 | Titular 7 | Titular 8 |  |

### Escuela De Fútbol José Gálvez
Escuela De Fútbol José Gálvez (conocido como E.F. José Gálvez o Escuela José Gálvez),fue un club formador y proveedor de jugadores al club José Galvéz (histórico). Se fundó en 2007, el año siguiente campeona en la Tercera Distrital de Chimbote. En la temporada 2014, campeona la Segunda División de Chimbote, ascendiendo para la primera distrital. Desempeñó una campaña regular para la temporada 2015 y salvó del descenso en el torneo 2016. Sin embargo, para la temporada 2017 pierde la categoría, descendiendo a la Segunda División de Chimbote. Para el siguiente año, el club vende la categoría al Deportivo Beta. 
En la actualidad, la Escuela De Fútbol José Gálvez, continúa vigente como institución formador de canteras de jugadores en diferentes categorías. A su vez, participa en algunos campeonatos de categorías de menores de Chimbote y de la Provincia de Santa.  

#### Indumentaria Escuela De Fútbol José Gálvez 2007-2019
| Titular 1 | Titular 2 | Titular 3 | Titular 4 | Titular 5 | Titular 6 | Titular 7 | Titular 8 |  |

#### Indumentaria Escuela De Fútbol José Gálvez 2021-presente
| Titular 1 | Titular 2 | Titular 3 | Titular 4 | Titular 5 | Titular 6 | Titular 7 |  |

## Nota Clubes Relacionados

### New José Gálvez
El New José Gálvez (conocido como New José Gálvez F.B.C. o Nuevo José Galvéz), se funda por algunos exdirigentes del José Gálvez, a finales del 2015. Luego, de la compra de la categoría al Defensor Chimbote. Participó en la Primera División de Chimbotana durante el 2016 y el 2017. Desempeñó campañas regulares en la liga. Además, se enfrentó a otros clubes importantes como: José Gálvez F.B.C., Academia José Gálvez, Unión Pesquero, Escuela José Gálvez entre otros. Posteriormente no continuó participando. Actualmente, la institución que se dedica a la formación de jugadores infantiles e juveniles. Adicionalmente participa en torneos locales en las categorías respectivas. Tienen dos escuelas y/o academias de fútbol: la primera llamada Nuevo José Gálvez Football Academy y New Gálvez F.C. (también llamado New Gálvez - Canteras).
A pesar del nombre, es una institución diferente al cuadro histórico. La indumentaria es similar al del José Gálvez (la camiseta tiene un parecido a la camiseta roja con franja blanca del José Gálvez FBC de los años 1972, 1996 y 1997), pero su emblema es totalmente diferente. Sin embargo, el club ha proporcionado jugadores al cuadro histórico.
Para los años más recientes, la institución modifica el nombre a  New Gálvez F.C. y el emblema de manera definitiva. 

#### Indumentaria New José Gálvez 2015 al 2021
| Titular 1 | Titular 2 | Titular 3 | Titular 4 | Titular 5 | Titular 6 | Titular 7 |  |

#### Indumentaria New Gálvez F.C. 2022 - presente
| Titular 1 | Titular 2 | Titular 3 | Titular 4 | Titular 5 |  |

### Sport José Gálvez
Existen varias escuelas de fútbol, patrocinadas por el José Gálvez de Chimbote. Entre ellas tenemos la de la sede del Distrito de Chanchay y Huaral, dedicada a la formación de jugadores jóvenes. Otra es la del Distrito de Aucallama, que viene participando por varios años, en la liga Distrital.

#### Indumentaria Sport José Gálvez
| Titular 1 | Titular 2 | Titular 3 | Titular 4 | Titular 5 | Titular 6 | Titular 7 |  |

### Club Deportivo José Gálvez Chimbote F.C.
También conocido como José Gálvez Chimbote F.C., fundado por el Ing. Jesús Ángeles Jimenez en abril del 2023 y en junio del mismo año fue inscrito en registros públicos (SUNARP). Su directiva está conformada por profesionales dedicados al deporte. El club no tiene vínculo administrativo y deportivo alguno con el club Jose Galvez FBC. Tanto el emblema y la indumentaria se asemeja al del Jose Galvez FBC. 
El club en la temporada 2023, se afilia en la segunda división chimbotana. Poco tiempo después, consigue el ascenso a la primera división distrital de Chimbote del siguiente periodo. En la temporada 2025, el cuadro modifica su nombre a La Franja Chimbote F.C. Al final del torneo , el club salva la categoría de la serie B, en la primera división de Chimbote.

#### Indumentaria José Gálvez Chimbote F.C.
| Titular 1 | Titular 2 | Alterno 1 | Alterno 2 |  |

### Club Deportivo José Gálvez F.C. Chimbote
El club Deportivo José Gálvez F.C. Chimbote es un equipo de fútbol fundado a finales del 2022 y parte 2023, por la Asociación de Exjugadores José Gálvez FBC. Inicialmente se formó como una institución dedicado a la formación de canteras y jugadores. Para el año 2023, el club se afilia en la segunda división distrital de Chimbote. Posteriormente, logra el ascenso a la primera división distrital para el año 2024.
El emblema inicial del 2022, se asemeja al del cuadro histórico. Para el año 2023 a la fecha, tiene un diseño totalmente diferente. Mientras la indumentaria tiene similitud con el club José Gálvez FBC. Para la temporada 2025, la institución modifica el nombre a San Pablo F.C. Chimbote. El club ocupa el tercer puesto de la serie A, de la primera distrital 

#### Indumentaria José Gálvez F.C. Chimbote
| Titular 1 | Titular 2 | Titular 3 | Alterno 1 | Alterno 2 | Alterno 3 |  |